# MG-456
De MG-456 is een regionale verbindingsweg in de deelstaat Minas Gerais in het zuiden van Brazilië. De weg ligt tussen Lambari en Heliodora.
De weg heeft een lengte van 30,8 kilometer.

## Aansluitende wegen
- BR-460 bij Lambari
- MG-458 bij Heliodora